# Ferrán Pérez
Ferrán, Fernán o Fernando Pérez (?, c. 1220 - Umbrete, 1289) fue un eclesiástico castellano, deán de Sevilla y de Palencia 
y notario mayor de Castilla en tiempos de Sancho IV. 
En 1284 era obispo electo de Sigüenza, 
y dos años después lo era de Sevilla, 
aunque no hay constancia de que llegara a ser consagrado en ninguna de estas diócesis.
Fue enterrado en la capilla de san Clemente de la catedral de Sevilla. 
Algunos autores lo mencionan también como obispo de Segovia.
| Predecesor: Don Remondo | Arzobispo de Sevilla 1286 - 1289 | Sucesor: Garci Gutiérrez Tello |